# Морзовик, Вячеслав Викторович
Вячеслав Викторович Морзовик (род. 11 ноября 1975 года) — российский игрок в хоккей с мячом, полузащитник, мастер спорта России международного класса (2001).

## Карьера

### Клубная
Начал играть в хоккей с мячом в 1982 году в Красноярске в школе «Енисея». В 1990 году в составе «Енисея» стал чемпионом СССР среди младших юношей.
В сезоне 1992/93 дебютировал в составе «Енисея» на взрослом уровне, выступая за команду до 2002 года, побеждая в чемпионате России сезона 2000/01 и Кубке европейских чемпионов (2001).
С 2002 по 2010 год выступал за кемеровский «Кузбасс», в составе которого многократно становился вторым и третьим призёром чемпионатов России.

### В сборной
Привлекался в сборную России. На чемпионате мира 2004 года стал бронзовым призёром турнира (5 матчей, 2 мяча).

## Достижения
В клубах
 Чемпион России: 2001

 Серебряный призёр чемпионата России: 1999, 2004, 2005, 2006, 2009

 Бронзовый призёр чемпионата России: 2003, 2007, 2008, 2010

 Обладатель Кубка России: 1997, 1998, 1999, 2003, 2007

 Финалист Кубка России: 2005 (весна)

 Бронзовый призёр Кубка России: 2001, 2004, 2008

 Обладатель Кубка европейских чемпионов: 2001

 Чемпион СССР среди младших юношей: 1990

В сборной
 Бронзовый призёр чемпионата мира: 2004

 Бронзовый призёр Кубка губернатора Московской области: 2003

## Статистика выступлений

### Клубная
| Сезон     | Клуб                | Чемпионат | Чемпионат | Чемпионат | Чемпионат | Чемпионат | Кубок | Кубок | Кубок | Кубок | Кубок |
| Сезон     | Клуб                | И         | М         | П         | О         | Ш         | И     | М     | П     | О     | Ш     |
| --------- | ------------------- | --------- | --------- | --------- | --------- | --------- | ----- | ----- | ----- | ----- | ----- |
| 1992/1993 | Енисей (Красноярск) | 15        | 0         |           | 0         | 30        |       |       |       |       |       |
| 1993/1994 | Енисей (Красноярск) | 28        | 1         |           | 1         | 50        | 5     | 0     |       | 0     | 0     |
| 1994/1995 | Енисей (Красноярск) | 12        | 1         |           | 1         | 50        | 4     | 0     |       | 0     | 0     |
| 1995/1996 | Енисей (Красноярск) | 6         | 0         |           | 0         | 0+К       |       |       |       |       |       |
| 1996/1997 | Енисей (Красноярск) | 27        | 4         |           | 4         | 160       | 7     | 1     |       | 1     | 10    |
| 1997/1998 | Енисей (Красноярск) | 27        | 7         |           | 7         | 85+К      | 12    | 2     |       | 2     | 15    |
| 1998/1999 | Енисей (Красноярск) | 28        | 12        |           | 12        | 90        | 11    | 1     |       | 1     | 20    |
| 1999/2000 | Енисей (Красноярск) | 1         | 0         | 0         | 0         | 0         |       |       |       |       |       |
| 2000/2001 | Енисей (Красноярск) | 27        | 2         | 10        | 12        | 70        | 11    | 1     | 3     | 4     |       |
| 2001/2002 | Енисей (Красноярск) | 27        | 1         | 2         | 3         | 25        | 12    | 2     | 2     | 4     | 30    |
| 2002/2003 | Кузбасс (Кемерово)  | 28        | 8         | 31        | 39        | 105       | 14    | 8     | 18    | 26    |       |
| 2003/2004 | Кузбасс (Кемерово)  | 26        | 1         | 22        | 23        | 50        | 12    | 8     |       |       |       |
| 2004/2005 | Кузбасс (Кемерово)  | 28        | 3         | 24        | 27        | 70        | 11    | 1     | 11    | 12    | 0     |
| 2005/2006 | Кузбасс (Кемерово)  | 26(1)     | 4(0)      | 19(2)     | 23(2)     | 45        | 9     | 1     | 14    | 15    | 0     |
| 2006/2007 | Кузбасс (Кемерово)  | 30(1)     | 3(1)      | 27(3)     | 30(4)     | 20        | 15    | 1     | 8     | 9     | 50    |
| 2007/2008 | Кузбасс (Кемерово)  | 29(1)     | 3(0)      | 21(3)     | 24(3)     | 55        | 16    | 5     | 27    | 32    | 0     |
| 2008/2009 | Кузбасс (Кемерово)  | 26        | 5         | 18        | 23        | 95        | 12    | 1     | 5     | 6     | 25    |
| 2009/2010 | Кузбасс (Кемерово)  | 34        | 0         | 10        | 10        | 40        | 8     | 1     | 4     | 5     | 50    |
| 2010/2011 | Кузбасс (Кемерово)  | 1         | 0         | 0         | 0         | 0         | 9     | 0     | 4     | 4     | 0     |
| Всего     | 19 сезонов          | 426(3)    | 55(1)     | 184(8)    | 239(9)    | 1040+2К   | 168   | 33    | 96    | 129   | 200   |

Примечание: Статистика голевых передач ведется с сезона 1999/2000
В международных турнирах
| Турнир | Сезонов | Игры | Мячи |
| ------ | ------- | ---- | ---- |
| КЕЧ    | 1       | 4    | 1    |
| КМ     | 10      | 38   | 4    |
| КЧ     | —       | —    | —    |

### В сборной
| Сезон   | Игры | Мячи |
| ------- | ---- | ---- |
| 2003/04 | 7    | 2    |
| Всего   | 7    | 2    |

|   | Архангельск | 8 октября 2002  | Водник (Архангельск) | 10:6 | —      | Контрольный матч                                         |
|   | Красногорск | 9 декабря 2003  | Россия-2             | 7:4  | —      | Контрольный матч                                         |
| 1 | Красногорск | 10 декабря 2003 | Норвегия             | 7:2  | —      | Кубок губернатора Московской области                     |
|   | Красногорск | 10 декабря 2003 | Швеция-2             | 2:2  | —      | Кубок губернатора Московской области                     |
|   | Красногорск | 11 декабря 2003 | Московская область   | 6:3  | —      | Кубок губернатора Московской области                     |
| 2 | Красногорск | 11 декабря 2003 | Финляндия            | 6:0  | —      | Кубок губернатора Московской области                     |
|   | Красногорск | 12 декабря 2003 | Россия-2             | 8:0  | —      | Кубок губернатора Московской области                     |
|   | Красногорск | 14 декабря 2003 | Швеция-2             | 3:2  | —      | Кубок губернатора Московской области — матч за 3-е место |
| 3 | Вестерос    | 1 февраля 2004  | Норвегия             | 6:3  | —      | Чемпионат мира                                           |
| 4 | Упсала      | 2 февраля 2004  | Казахстан            | 10:3 | 37, 65 | Чемпионат мира                                           |
| 5 | Стокгольм   | 3 февраля 2004  | Швеция               | 3:4  | —      | Чемпионат мира                                           |
| 6 | Грангесберг | 4 февраля 2004  | Финляндия            | 3:4  | —      | Чемпионат мира                                           |
| 7 | Сандвикен   | 7 февраля 2004  | Финляндия            | 3:4  | —      | Чемпионат мира — полуфинал                               |

Итого: 7 матчей / 2 мяча; 4 победы, 0 ничьих, 3 поражения.

### Комментарии
1. ↑  Количество игр и голов за клуб(ы) в высшем дивизионе чемпионатов России
2. ↑  Результативные передачи
3. ↑  В скобках указаны очки, набранные в аннулированном матче с красногорским «Зорким». Во втором полуфинальном матче чемпионата страны 11 марта в Кемерово гости покинули поле примерно за 20 минут до финального свистка из-за «неадекватного» судейства. В этот момент счёт на табло был 7:1 в пользу «Кузбасса» (первую встречу выиграл «Зоркий» — 4:1). Главный тренер «Кузбасса» Сергей Мяус заявил, что, по его мнению, у соперников просто сдали нервы. Команде «Зоркий» засчитано техническое поражение (5:0). По сумме двух полуфинальных игр победа присуждена команде «Кузбасс»
4. ↑  В скобках указаны очки, набранные в аннулированном матче с иркутской «Байкал-Энергией». 16 декабря в Кемерово, незадолго до финального свистка, игроки гостей, недовольные несправедливым, по их мнению, судейством, самовольно всей командой удалились на скамейку штрафников
5. ↑  В скобках указаны очки, набранные в аннулированном матче с читинским «СКА-Забайкальцем», который снялся с чемпионата страны в связи с отсутствием финансирования